# أديل غاريسون
عديلة غاريسون (بالإنجليزية: Adele Garrison)‏ هي كاتِبة أمريكية، ولدت في 1873، وتوفيت في 1956.